# Giant Little Ones
Giant Little Ones, è un film del 2018 diretto da Keith Behrman. Il film vede la partecipazione di Kyle MacLachlan e Maria Bello nei panni dei genitori di un adolescente (Josh Wiggins), le cui vite sono sconvolte dopo che il figlio e un amico sono coinvolti in un incidente ad una festa.
Il film è stato girato a Sault Ste. Marie, Ontario nel 2017.
È stato presentato in anteprima il 9 settembre 2018 al Toronto International Film Festival ed in seguito ha avuto una distribuzione limitata negli Stati Uniti il 1º marzo 2019.
Nel dicembre 2018, il Toronto International Film Festival ha indicato il film nella sua lista dei dieci migliori canadesi di fine anno. Behrman ha vinto il premio Vancouver Film Critics Circle per la migliore sceneggiatura di un film canadese.

## Trama
Franky Winter (Josh Wiggins) sta per festeggiare il suo compleanno in un momento particolare per la sua famiglia: suo padre Ray (Kyle MacLachlan) ha iniziato una nuova vita con un altro uomo e non gli perdona di aver abbandonato sua madre Carly (Maria Bello), così lo tiene a distanza nonostante il genitore abbia la volontà di essere presente nella vita del figlio.
Durante il party con gli amici cerca di avvicinare la sua fidanzata Priscilla (Hailey Kittle), cogliendo l'occasione dell'assenza dei genitori per perdere la verginità, cosa su cui il suo miglior amico Ballas Kohl (Darrenn Mann) gli ha fatto molte pressioni. Franky non riesce nell'intento a causa del ritorno improvviso della madre, tuttavia decide di ospitare a casa sua Ballas, ubriaco tanto quanto lui. Nella notte, Ballas cerca di praticare del sesso orale a Franky, ma impaurito scappa via e per paura che la sua relazione con Jess (Kiandra Madeira) possa finire, inizia a far circolare malelingue sul suo amico a scuola.
Franky si troverà a combattere l'omofobia dell'amico, iniziando a frequentare dei nuovi amici tra cui Mouse (Niamh Wilson) una ragazza che vorrebbe cambiare sesso e Natasha (Taylor Hickson), la sorella di Ballas, e allo stesso tempo si avvicinerà di più al padre.

## Critica
Il film ha ricevuto una buona accoglienza. Su Metacritic ha un voto medio di 67/100, basato su 17 recensioni, che indica "recensioni generalmente favorevoli". Sul sito Rotten Tomatoes, il film ha un punteggio di approvazione del 92%, basato su 52 recensioni. Il consenso del sito web recita: "Giant Little Ones mette in scena una trama complessa e piacevolmente sfumata sul tradizionale dramma della maturità, ulteriormente rafforzato dagli ammirevoli sforzi di un cast di talento." Scrivendo per CBC Arts nella sua rubrica periodica Queeries sull'intrattenimento LGBTQ, Peter Knegt ha elogiato il film come parte di una tendenza crescente e necessaria di rappresentazioni oneste della sessualità adolescenziale e problemi di identità sessuale. Ha scritto che il film "sembra una specie di antidoto per il teen drama omosessuale dell'anno precedente, Tuo, Simon, che sembrava quasi graffiare la superficie di ciò che i suoi personaggi stavano attraversando."
Anche Matt Fagerholm, che scrive per RogerEbert.com, ha apprezzato il film valutandolo con 3,5/4, lodandone in particolar modo il finale.
Nonostante la buona accoglienza generale, ci sono stati anche pareri negativi come quello di Gary M. Kramer del Philadelphia Gay News che definisce goffo il modo in cui si affrontano i temi legati alla sessualità. Mark Jenkins del Washington Post scrive che il rapporto tra i due protagonisti non riesce ad essere avvincente, mentre Johnny Oleksinski del New York Post indica il film come molto depresso.
In Italia, il sito Cinemagay.it ha dato un parere positivo sul film scrivendo: 

## Riconoscimenti
| Anno | Premio                                  | Categoria                                               | Ricevente      | Risultato       |
| ---- | --------------------------------------- | ------------------------------------------------------- | -------------- | --------------- |
| 2018 | Directors Guild of Canada               | Outstanding Achievement in Sound Editing - Feature Film |                | Candidato/a     |
| 2018 | Directors Guild of Canada               | Miglior film                                            | Keith Behrman  | Candidato/a     |
| 2018 | Toronto International Film Festival     | Miglior film canadese                                   | Keith Behrman  | Candidato/a     |
| 2018 | Vancouver Film Critics Circle           | Miglior sceneggiatura per un film canadese              | Keith Behrman  | Vincitore/trice |
| 2018 | Vancouver Film Critics Circle           | Miglior attore in un film canadese                      | KJosh Wiggins  | Candidato/a     |
| 2019 | CSC Award                               | Theatrical Feature Cinematography                       | Guy Godfree    | Candidato/a     |
| 2019 | Guadalajara International Film Festival | Miglior film                                            | Keith Behrman  | Candidato/a     |
| 2019 | Göteborg Film Festival                  | Miglior film internazionale                             | Keith Behrman  | Vincitore/trice |
| 2019 | Göteborg Film Festival                  | Competizione internazionale                             | Keith Behrman  | Vincitore/trice |
| 2019 | Leo Awards                              | Miglior attore protagonista                             | Darren Mann    | Vincitore/trice |
| 2019 | Leo Awards                              | Miglior attrice protagonista                            | Taylor Hickson | Candidato/a     |
| 2019 | Zlin Film Festival                      | Best Feature Film for Youth                             | Keith Behrman  | Vincitore/trice |
| 2019 | Giffoni Film Festival                   | Miglior Film - Sezione Generator +16                    | Keith Behrman  | Vincitore/trice |